# Biopolímero

Molécula de celulosa, el biopolímero más abundante de la Tierra.

Unidad repetitiva de la quitina, un biopolímero con función estructural en artrópodos, crustáceos e insectos.

Los biopolímeros son macromoléculas presentes en los seres vivos. Una definición de los mismos los considera materiales poliméricos o macromoleculares sintetizados por los seres vivos. También, a raíz de nuevas disciplinas médicas como la ingeniería de tejidos, como biopolímeros también se incluyen materiales sintéticos con la particularidad de ser biocompatibles con el ser vivo (normalmente con el ser humano).

De entre los biopolímeros los referidos a la primera clasificación, existen tres principales familias: proteínas (fibroínas, globulinas, etc), polisacáridos (celulosa, alginatos, etc) y ácidos nucleicos (ADN, ARN, etc),, aunque también otros más singulares como los politerpenos (ver terpenos), entre los que se incluye el caucho natural, los polifenoles (como la lignina) o algunos poliésteres como los polihidroxialcanoatos producidos por algunas bacterias. 

Él biopolímero más abundante en la tierra es la celulosa, seguida por la quitina (encontrada en los exoesqueletos de arácnidos, crustáceos e insectos).

## Biopolímeros naturales

[ADN

Es un biopolímero presente en los núcleos de las células que forma parte de los cromosomas y porta la información genética del ser vivo.
De entre los polímeros naturales más comunes son los polímeros sintetizados por los seres vivos. A continuación se describen algunos de los biopolímeros más comunes.

### Ácidos nucleicos
Los ácidos nucleicos pueden ser considerados, tal vez, los biopolímeros más importantes ya que son los portadores de la información genética heredada entre generaciones

### Proteínas
Las proteínas, formadas por uniones peptídicas entre aminoácidos tienen una función capital en los seres vivos, ya que participan en distintas funciones biológicas. Entre estas se incluyen funciones estructurales (p. ejemp. colágeno), funciones catalíticas (p.ejemp. enzimas) o inmunológicas (anticuerpos o inmunoglobulinas).

### Polisacáridos
Los polisacáridos son polímeros resultantes de la condensación acetálica de monosacáridos simples. Los polisacáridos suelen tener funciones estructurales (celulosa, quitina, pectinas, alginatos, etc) pero también funciones de reserva energética en el reino vegetal (amilosa, amilopectina, inulina) y en el reino animal (glucógeno).

### Politerpenos
De entre los politerpenos los dos más conocidos son el poliisopreno (caucho natural o químicamente isómero cis-1,4-poliisopreno) y la gutapercha (caucho de propiedades mecánicas inferiores, el isómero trans-1,4-poliisopreno).

### Polihidroxialcanoatos

Estructura repetitiva del poli-(R)-3-hidroxibutirato (P3HB), un polihidroxialcanoato, un biopolímero de origen bacteriano.

Los polihidroxialcanoatos son poliésteres lineales biosintetizados por bacterias mediante la fermentación de azúcares o lípidos.
Existen muchos tipos de polihidroxialcanoatos pero los más conocidos son el polihidroxibutirato (PHB) y el poli-3-hidroxivalerato (PHV), así como sus copolímeros.

## Biopolímeros sintéticos
Una diferencia importante entre la definición de biopolímeros y otros polímeros existentes, se puede encontrar en sus estructuras. Todos los polímeros están hechos de unidades repetitivas llamadas monómeros. Los biopolímeros por lo general tienen una estructura bien definida, aunque esto no es una característica definitoria (ejemplo: ligno-celulosa.
La composición química exacta y la secuencia en la que estas unidades están dispuestas se denomina estructura primaria, en el caso de las proteínas. Muchos biopolímeros se pliegan espontáneamente en formas compactas características, que determinan sus funciones biológicas y dependen de dicha estructura primaria. La biología estructural es la que se encarga de estudiar las propiedades estructurales de estos biopolímeros.
Por el contrario la mayoría de los polímeros sintéticos tienen estructuras mucho más simples y organizadas al azar. Este hecho conduce a una distribución de masa molecular que no se observa en biopolímeros. De hecho, como su síntesis está controlada por un proceso dirigido, en la mayoría de sistemas "in vivo", todos los biopolímeros de un tipo (provenientes de una proteína específica) son todos iguales. Todos ellos contienen las secuencias similares y el número de monómeros y por lo tanto todos tienen la misma masa. Este fenómeno se llama monodispersidad en contraste con la polidispersidad encontrada en polímeros sintéticos. Como resultado, los biopolímeros tienen un índice de polidispersidad de 1.
De entre los biopolímeros sintéticos empleados en implantes destacan:
- Poliuretanos (PU)
- Siliconas (Si)
- Polimetilmetacrilato (PMMA)
- Policaprolactona (PCL)
- Poliácido glicólico
- Polivinilalcohol o alcohol polivinílico (PVA)

## Biopolímeros derivados
En los biopolímeros derivados se agrupan los biopolímeros sintetizados artificialmente pero a partir de sustancias naturales. Estos materiales son también denominados bioplásticos, aunque es esta categoría también se incluirían todo los biopolímeros de origen natural. Entre estos materiales se incluyen:
- El ácido poliláctico (PLA)
- Polietileno derivado del etanol de la caña de azúcar.
- Celuloides

Cabría mencionar que existe una nueva rama de estudio en la que se consideran algunos materiales derivados de materiales inorgánicos geológicos como "geopolímeros". Estos materiales tienen interés como sustitutivos de cementos más tradicionales.

## Convenciones y nomenclatura

### Polipéptidos
La convención para un polipéptido es listar sus residuos de aminoácidos constituyentes a medida que figuran desde el extremo amino al extremo donde se encuentra el ácido carboxílico. Los residuos de aminoácidos siempre están unidos por enlaces peptídicos. Las proteínas también pueden ser modificadas para incluir componentes no peptídicos, tales como cadenas de sacáridos y lípidos.

### Ácidos nucleicos
La convención para una secuencia de ácidos nucleicos es enumerar los nucleótidos que se producen desde el final de la cadena '5', al final de la cadena polimérica '3', donde '5'y '3' se refieren a la numeración de los carbonos de todo el anillo de ribosa que participan en la formación de enlaces diéster de fosfato en la cadena. Tal secuencia se llama la estructura primaria del biopolímero.

### Azúcares
Los biopolímeros basados en azúcares son a menudo complejos, con respecto a la convención establecida. Estos pueden ser lineales o ramificados y por lo general se unen a través de enlaces glucosídicos. La ubicación exacta de la relación puede variar, y la orientación de los grupos funcionales que vinculan también es importante, lo que resulta en bonos α- y β-glucosídico con numeración definitiva de la ubicación de los carbonos que participan de la unión. Además, muchas unidades de sacárido pueden someterse a modificaciones químicas diferentes, tales como la aminación, e incluso pueden formar partes de otras moléculas, tales como glicoproteínas.

## Caracterización estructural
Hay una serie de técnicas biofísicas para la determinar la información de la secuencia. Estos métodos son la degradación de Edman, en el que los residuos N-terminales son hidrolizados a partir de la cadena , uno por uno, para ser luego identificados.
La técnica del espectrómetro de masas también se pueden utilizar, a partir de la electroforesis en gel y electroforesis capilar.
La interferometría de doble polarización se puede emplear para medir los cambios conformacionales o el autoensamblaje de estos materiales cuando son estimuladas por el pH, la temperatura, o la fuerza iónica. Por último, las propiedades mecánicas de estos biopolímeros se pueden medir frecuentemente utilizando pinzas ópticas o microscopía de fuerza atómica.

## Impacto ambiental
Los biopolímeros pueden ser considerados sustentables debido a que el carbono neutral es siempre renovable, y están hechos de materiales procedentes de plantas que pueden ser cultivadas en forma continua. Estos materiales vegetales provienen de cultivos agrícolas no alimenticios. Por lo tanto, el uso de biopolímeros tiende a crear una industria sostenible, en contraste con las materias primas provenientes de polímeros derivados de petroquímicos. Además, los biopolímeros tienen el potencial de reducir las emisiones de carbono y disminuir las cantidades de CO2 en la atmósfera: esto se debe a que el dióxido de carbono liberado cuando se degrada pueden ser reabsorbido por cultivos.
Algunos biopolímeros son biodegradables, descomponiéndose en CO2 y agua por microorganismos en un período de seis meses. Los biopolímeros que hacen esto pueden estar marcados con un símbolo 'compostable', bajo la norma europea EN 13432 (2000). El embalaje de estos productos está marcado con un símbolo que permite reconocer el proceso de compostaje industrial al cual fueron sometidos.

## Literatura relacionada
- Martínez de las Marías, P. Química y física de las fibras textiles. ed. Alhambra, 1976 (Madrid).
- Wallemberger, F.T.; Weston, N. Natural fibers, plastics and composites. Kluwer Academic Publishers, 2004 (Norwel, MA, EE. UU).

- Datos: Q422649
- Multimedia: Biopolymers / Q422649